# فحص بمساعدة شريك
الفحص بمساعدة شريك أو الفحص بمساعدة المستمع هو عبارة عن أسلوب التواصل البديل والتزايدي المستخدم لتمكين الشخص الذي يعاني من قصور التخاطب الحاد من التواصل والمنهج المستخدم هنا يكون مع الأفراد المصابين، نتيجة لمرض أو إعاقة، بقصور حركي حاد ومهارات جيدة للذاكرة والانتباه. وهو يُستخدم كبديل للوصول المباشر (مثال الإشارة) إلى الرموز أو الصور أو الأدوات المنتجة للكلام عندما لا تُستخدم هذه الأدوات.

## مستخدمو الفحص بمساعدة الشريك
يُستخدم أسلوب الفحص بمساعدة الشريك مع الأطفال الذين يعانون من قصور حادة في الحركة وفي التواصل وخاصةً أولئك ذوي ضعف البصر المصاحب وأولئك الذين ليس لديهم شكل بديل للاتصال تم إنشاؤه أو غير القادرين على استخدام طريقتهم المعتادة، ربما بسبب تصليح الأداة المنتجة للكلام الإلكتروني. قد يستخدم الراشدون أيضًا الفحص بمساعدة شريك عندما لا يستخدمون أداة التواصل البديلة الأكثر تطورًا. ويمكن أن يكون الفحص بمساعدة الشريك أيضًا هو إحدى الوسائل الرئيسية للتواصل بالنسبة للراشدين في المراحل المتأخرة من المرض مثل التصلّب العضلي الجانبي (ALS) أو التصلّب اللويحي (MS) أو أولئك الموجودين في العناية المركزة.

## الأسلوب
في الفحص بمساعدة الشريك، يقدم شريك الاتصال رسائل أو خيارات من الحروف بأسلوب تتابعي إلى الفرد الذي يرغب في توصيل شيء ما ثم بعد ذلك يقوم الفرد بالاختيار. ويشير الفحص إلى عملية تقديم الخيارات واحدًا تلو الآخر بنفس الأنماط حتى يتم الاختيار عندما يصل إلى الخيار المطلوب. ويمكن تقديم الخيارات سابقًا بنحو مرئي، وذلك بالإشارة إليهم أو سمعيًا عن طريق الكلام.
قد تتزايد الكفاءة في الفحص البصري بمساعدة الشريك وذلك بجعل الشريك يشير أولاً إلى مجموعة من الخيارات، مثل صفوف الحروف وبمجرد اختيار صف يتم التقدم بالإشارة إلى كافة الحروف الموجودة في هذا الصف حتى يتم اختيار أحدهما. يمكن أن يقوم المحاور بتهجئة الكلمات بهذه الطريقة لكي يعبر عنما يحتاجون قوله. وبالمثل، يمكن للشريك أن يشير إلى مجموعات الكلمات. قد يتم إجراء الفحص البصري أيضًا بأن يقوم الشريك بالإشارة إلى الصور مثل تلك الموجودة بدفتر الاتصال الشخصي باستخدام نمط متفق عليه.
يُستخدم عادةً الفحص السمعي مع الشريك عندما يكون بصر المحاور ضعيفًا جدًا. ويمكن تمثيل مجموعة من الحروف بالأرقام مثل 1=abcdef. يقوم الشريك بعمل قائمة بالأرقام، وبمجرد اختيار مجموعة منها سيقوم هو أو هي بتسمية كل الحروف الموجودة في هذه المجموعة. ويمكن إجراء الفحص السمعي أيضًا باستخدام قوائم رسائل القصص. حيث يقوم الشريك بإدراج الخيارات شفويًا ثم بعد ذلك يكررها حتى يتسنى للمتواصل أن يقوم بالاختيار. وقد يكون ذلك قائمة مختصرة للعواطف التي تتساءل حول شعور المرء (مثل سعيد أو حزين أو محبط). ويمكن للمحاور والشريك أن يتذكرا سويًا العديد من القوائم، أو «مجموعة من الخيارات» وذلك باستخدام قوائم فرعية تغطي موضوعات مختلفة يمكن استخدامها في التواصل. فمن المهم تكرار القوائم بنفس الترتيب الذي قيلت به ومع وجود وقفات بعد كل خيار حتى يكون هناك وقت للاستجابة.
استخدم جان دومنيك بوبي المصاب بمتلازمة المنحبس الفحص بمساعدة الشريك للتواصل وليؤلف كتابه قناع الغوص والفراشة.

## قائمة المصادر
Beukelman, D. R. & Mirenda, P. (2005). Augmentative & Alternative Communication: Supporting Children & Adults With Complex Communication Needs. Baltimore: Paul H. Brookes Publishing Company.
Beukelman, D. R., Garrett K. L., & Yorkston, K. M. (2007). Augmentative Communication Strategies For Adults With Acute Or Chronic Medical Conditions. Baltimore: Paul H. Brookes Publishing Company.